# Noailles (Oise)
Noailles is een gemeente in het Franse departement Oise (regio Hauts-de-France). De plaats maakt deel uit van het arrondissement Beauvais. Noailles telde op 1 januari 2022 2.857 inwoners.

## Geografie
De oppervlakte van Noailles bedroeg op 1 januari 2022 10,04 vierkante kilometer; de bevolkingsdichtheid was toen 284,6 inwoners per km².

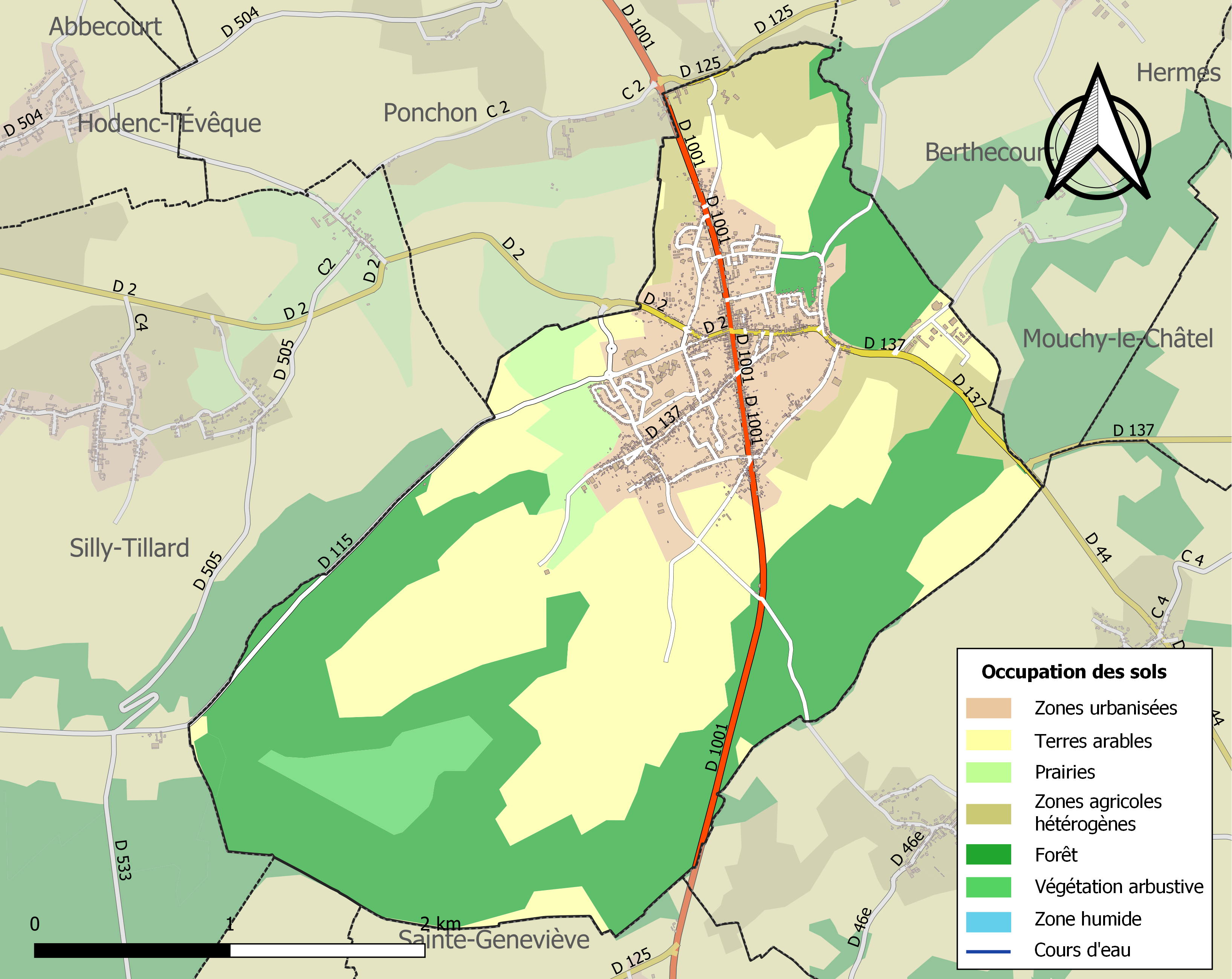
Kaart van de gemeente met belangrijkste infrastructuur, bodemgebruik en omlig
gende gemeenten

## Demografie
Onderstaande figuur toont het verloop van het inwonertal (bron: INSEE-tellingen).